# 俺の幼馴染がデッッッッかくなりすぎた
『俺の幼馴染がデッッッッかくなりすぎた』（おれのおさななじみがデッッッッかくなりすぎた）は、折口良乃による日本のライトノベル。イラストはろうかが担当している。電撃文庫（KADOKAWA）より2024年11月から刊行されている。略称は「おさでか」。
ポケットドラマCDより本作のASMRが2024年11月から配信されている。

## あらすじ
手代木トウジは、小学生のころ、幼馴染の美濃りりさと男友達のように接していた。時は流れ、高校でりりさと再会したトウジは、彼女の乳房が大きくなっていたことに驚く。彼女もそれによって痴漢などに絡まれてしまうことに悩んでいると打ち明け、トウジにボディーガードをしてほしいと頼む。

## 登場人物
声の項はASMRの担当声優。
手代木トウジ（てしろぎ トウジ）
本作の主人公。
美濃りりさ（みの りりさ）
声 - 丸岡和佳奈
本作のヒロイン。やややんちゃ。自身がSカップの巨乳であることにコンプレックスを抱く。

## 既刊一覧
- 折口良乃（イラスト） / ろうか（イラスト） 『俺の幼馴染がデッッッッかくなりすぎた』 KADOKAWA〈電撃文庫〉、既刊2巻（2025年6月10日現在）
  1. 2024年11月8日発売[5]、ISBN 978-4-04-915783-3[6]。
  2. 2025年6月10日発売[7]、ISBN 978-4-04-916344-5